# 布列塔尼语
布列塔尼语是法国西部布列塔尼的少数民族语言，属于印欧语系的凯尔特语族。布列塔尼语最接近康沃尔语和威尔士语。
布列塔尼语的最古老的词典为热昂·拉加代克（Jehan Lagadec）编写的布列塔尼语-法语/拉丁文三语对照词典（Catholicon），1499年出版。这也是在法国土地发表的第一本词典。

## 历史
在1950年代以前，布列塔尼语分布在下布列塔尼（Breizh Isel, Basse Bretagne），在瓦讷-普卢阿两个城市所连成的直线的西部。从12世纪开始，贵族、有钱人逐渐换用法语，布列塔尼语成为农民的土语。当初布列塔尼公国的君主阶级使用拉丁文，最后（15世纪）换用法语。现代人对古布列塔尼文（8世纪-10世纪）所知甚微，遗留下来的只有一些拉丁文书籍里的注解（用布列塔尼文解释难以理解的拉丁文词语），专用词（人名、地名），似乎没有完整的句子，更何况也没有长篇文章。现在有人用古布列塔尼语的词汇来创造新的词汇，但是这些词汇对大部分人非常难懂，普通人根本听不懂，所以很多认为直接借用法语或者拉丁文比较恰当。
法国的国王没有真正的阻止少数民族语言的发展，但从法国大革命以后，法国政府开始采取压制少数民族语言的政策，拟消灭法国领土上的“土语”（patois）包括法语的方言、布列塔尼语、巴斯克语等等，强迫小学生在学校裡只用法语交谈。用本土语言讲话的学生会遭到侮辱性的惩罚。这个专横的政策一直延续到1960年代才取消。
如今，虽然消灭布列塔尼语的政策进行了两百多年，仍然还有30多万人使用这个语言。这个政策宣传的一句出名的口号为：“不准在地上吐痰，也不准讲布列塔尼语”，这个口号把使用布列塔尼语和不卫生的行为混为一谈，这表明当时法国政府的语言政策具有强烈的侮辱性。
在20世纪，布列塔尼的居民有一半只懂布列塔尼语，一半懂法语和布列塔尼语两种语言，1950年布列塔尼只剩下十萬不会讲法语，21世纪初基本上没有人只懂布列塔尼语不懂法语，而且精通布列塔尼语的人年纪都很大，大部分年龄在50岁以上。
从1925年开始，在罗帕尔·埃蒙（Roparz Hémon，本名Louis Nemo）的领导之下，布列塔尼语的月刊Gwalarn（含义为：“西北”）创刊了，这个杂志试图推行一种“现代化”和“纯正”的布列塔尼语，排挤法文借词，发明许多新的字眼。Hémon的母语是法语，他虽然对15世纪的布列塔尼语很有研究，但是不会讲现代的布列塔尼语，他写的语言，因为新字眼太多，语法受法语影响，所以从小使用布列塔尼语的人一般听不懂。在第二次世界大战，Roparz Hémon和德国侵略者合作，发表反犹太人的文章，并对德国人占领法国拍手称快，因为他希望在德国的帮忙之下，可以建立一个独立的布列塔尼国家，这个新国家的官方语言为他创造的现代布列塔尼语。Hémon公开的看不起老百姓，轻视他们使用的“法语”化布列塔尼语。在法国得到解放以后，埃蒙和他的同党被免了公民权利，被流放国外，他最后在爱尔兰定居，而该国因为支持凯尔特民族文化而收留他。
埃蒙的布列塔尼民族主义运动提倡纯正的布列塔尼语，抛弃法语借词（至少最明显的那些），引进威尔士语、爱尔兰语等凯尔特语言的借词或者用布列塔尼语的词根创建新词。传统的布列塔尼语和民族主义运动的布列塔尼语是两种不同的语言，基本上无法通话，前者是自然发展下来的语言，后者是“人工语言”（犹如世界语或以色列的现代希伯拉语）。
1977年，布列塔尼民族主义运动者建立了幼苗学校（Diwan school），在那些学校里，老师们用布列塔尼语教书，小学生在任何情况下都必须使用布列塔尼语。这些学校的目标为抢救正在灭亡的布列塔尼语，给小孩子提供学习布列塔尼语的环境。有些学校使用传统的布列塔尼语，但大部分学校則提倡“人工”的布列塔尼语，使得許多小孩子仍然无法和祖父祖母用布列塔尼语進行有效沟通。

## 语法特点

### 进行式 / 惯常式
如同爱尔兰语，布列塔尼语的每一个时态都可分成两种形式：进行式（progressif）和惯常式（habituel）。
例如（现在时）：
- 我正在和邻居讲话（进行式）
- Me zo o komz gant ma ameseg （西北部方言）
- Me zo é konz get me voazin （莫尔比昂省的方言）

- 我平时和邻居讲话（惯常式）
- Me a gomz gant ma ameseg (beb mintin) （西北部方言）
- Me e gonz get me voazin （莫尔比昂省的方言）

“是”和“有”两个助动词的进行式和惯常式的构造方式和其他动词不同：
- Skuizh on hiriw 我今天很累（“是”）
- Skuizh e vesan d’ar gwener 我星期五都很累（“是”）
- Naon am-eus fenos 我今天晚上很饿（“有”）
- Naon am-bez bemnos 我每天晚上都觉得饿（“有”）

### 介词的变位
和其他凱尔特语言相同，布列塔尼语的介词显示出形态变化，介词和处于其后面的代词混在一起。
介词gant“跟”的变位（布列塔尼语西北部方言）：
- ur levr zo ganin  我有一本书（直译：“跟我是一本书”）
- ur banne zo ganit  你有一杯（咖啡）
- un ordinateur zo ganti 他有一台电脑
- ur bugel zo gantañ 她有一个孩子
- ur c'harr zo ganeomp 我们有一辆车
- ur stilo zo ganeoc'h 你们有一支笔
- arc'hant zo ganto 他们有钱

爱尔兰语的介词变位虽然不完全一样，但是句子的结构有相同之处：
- tá leabhar agam 我有一本书
- tá deoch agat 你有一杯（咖啡）
- tá ríomhaire aige 他有一台电脑
- tá páiste aici 她有一个孩子
- tá carr againn 我们有一辆车
- tá teach agaibh 你们有一个房子
- tá airgead acu 他们有钱

### 词汇比较表
在以下表格可以看出康沃尔语（英国西南部康沃尔州的语言）、布列塔尼语、加洛语、法语四种语言的一些基本词的关系。布列塔尼语和加洛语，虽然连语族都不同，但是由于长期接触，互相影响，形成了相同的语法、语音和词汇特点，例如“松鼠”kazh-koad和chat-de-boéz的含义为“森林里的猫”。
| 康沃尔语  | 布列塔尼语                      | 加洛语       | 法语            | 翻译       |
| --------- | ------------------------------- | ------------ | --------------- | ---------- |
| gwenenenn | gwenanenn                       | avètt        | abeille         | 蜜蜂       |
| kador     | kado(e)r                        | chaérr       | chaise          | 椅子       |
| keus      | formaj                          | fórmaij      | fromage         | 奶酪       |
| yn mes    | er-maes                         | desort       | sortie          | 外出       |
| koedha    | kouezhañ                        | cheir        | tomber          | 跌倒、坠落 |
| gaver     | gavr                            | biq          | chèvre          | 山羊（母） |
| chy       | ti                              | ostèu        | maison          | 房子       |
| gweus     | gweus                           | lip          | lèvre           | 嘴唇       |
| ganow     | genoù                           | góll         | bouche (gueule) | 嘴巴       |
| niver     | niver                           | limerot      | numéro          | 号码       |
| perenn    | perenn                          | peirr        | poire           | 梨         |
| skol      | skol                            | escoll       | école           | 学校       |
| gwiwer    | kazh-koad, gwiñver              | chat-de-boéz | écureuil        | 松鼠       |
| sterenn   | ster(ed)enn                     | esteill      | étoile          | 星星       |
| megy      | butuniñ                         | betunae      | fumer           | 抽烟       |
| hedhyw    | hiziw                           | anoet        | aujourd'hui     | 今天       |
| whybana   | c'hwibanañ, c'hwitellat, sutal… | sublae       | siffler         | 吹口哨     |

### 辅音交替
布列塔尼语最为特别的特征之一是辅音的交替现象。辅音交替可以归入四类：
- 弱化1
- 弱化2
- 硬化
- 混杂交替

弱化1用于表示阳性名词和形容词的复数，或者阴性名词和形容词的单数. 弱化1呈现的语音变化为：清塞音p，t，k变成浊塞音b，d，g，浊塞音b，d，g变成擦音f，z，c'h。例如：
- tud （人家） -- an dud （阳性-复数）
- mamm （母亲）-- ar vamm （阴性-单数）
- gwenanenn （蜜蜂）--　ar wenanenn （阴性-单数）
- breur （兄弟）--　ar vreudeur (阳性-复数）

| 词首辅音 | 弱化1 | 弱化2 | 硬化 | 混杂交替 |
| -------- | ----- | ----- | ---- | -------- |
| p        | b     | f     | p    | p        |
| t        | d     | z     | t    | t        |
| k        | g     | c'h   | k    | k        |
| b        | v     | b     | p    | v        |
| d        | z     | d     | t    | t        |
| g        | c'h   | g     | k    | c'h      |
| gw       | w     | gw    | kw   | w        |
| m        | v     | m     | m    | v        |

## 方言
布列塔尼语的书面语和口语有相当大的区别，而且分很多方言。 莫尔比昂省的方言最为特别，和其他地区的布列塔尼语不能通话。

## 參閱
- 布列塔尼語語法（英语：Breton grammar）

### 詞典
- English online dictionary and grammar for Breton
- A multilingual dictionary containing many Breton words alongside those of other languages （页面存档备份，存于）

### 學習網站
- Breton site including online lessons
- Breton site with learners' forum and lessons (mostly in French with some English) （页面存档备份，存于）
- extensive Breton grammar (in French), with glossed examples and typological comparisons.